# مزده، لیبی
مزده (به عربی: مزدة) شهری در استان جبل غربی واقع در کشور لیبی است که جمعیت آن در سال ۲۰۱۰ میلادی ۲۳٫۰۱۴ نفر بوده‌است.